# Rivière aux Frênes
Pour les articles homonymes, voir Frêne (homonymie).
La rivière aux Frênes est un affluent de la rive est de la rivière Henri (Leclercville) dont le courant se déverse successivement dans la rivière du Chêne et sur la rive sud du fleuve Saint-Laurent.
La rivière aux Frênes coule dans les municipalités de Saint-Janvier-de-Joly et Val-Alain, dans la municipalité régionale de comté (MRC) de Lotbinière, dans la région administrative du Chaudière-Appalaches, au Québec, au Canada.

## Géographie
Les principaux bassins versants voisins de la rivière aux Frênes sont :
- côté nord : rivière aux Cèdres, rivière Huron (rivière du Chêne), rivière aux Ormes (rivière Huron), fleuve Saint-Laurent ;
- côté est : rivière aux Cèdres, rivière Jean-Houde, rivière Henri (Leclercville), rivière Noire (rivière Huron), rivière Beaurivage, rivière aux Pins (rivière Beaurivage) ;
- côté sud : rivière Henri (Leclercville), rivière du Chêne ;
- côté ouest : rivière Henri (Leclercville), rivière du Chêne.

La rivière aux Frênes prend sa source à la route du village à 1,1 km au sud-est du village de Joly. À partir de sa source, la "rivière aux Frênes" coule entre la rivière Henri (Leclercville) (côté sud) et la rivière aux Cèdres (côté nord). La "rivière aux Frênes" coule vers l'ouest en traversant le chemin de fer, le chemin du 3e et 4e rang Ouest, ainsi que l'autoroute 20 (du côté est de la sortie 266).
La rivière aux Frênes se déverse sur la rive est de la rivière Henri (Leclercville) dans la municipalité de Val-Alain. Cette confluence est située en amont de la confluence de la rivière aux Cèdres et en amont de la confluence de la rivière Henri (Leclercville). Cette confluence est à 2,0 km au nord-ouest de la sortie 266 de l'autoroute 20.

## Toponymie
Le toponyme « rivière aux Frênes » a été officialisé le 8 août 1977 à la Commission de toponymie du Québec.